# Ralph Bunche

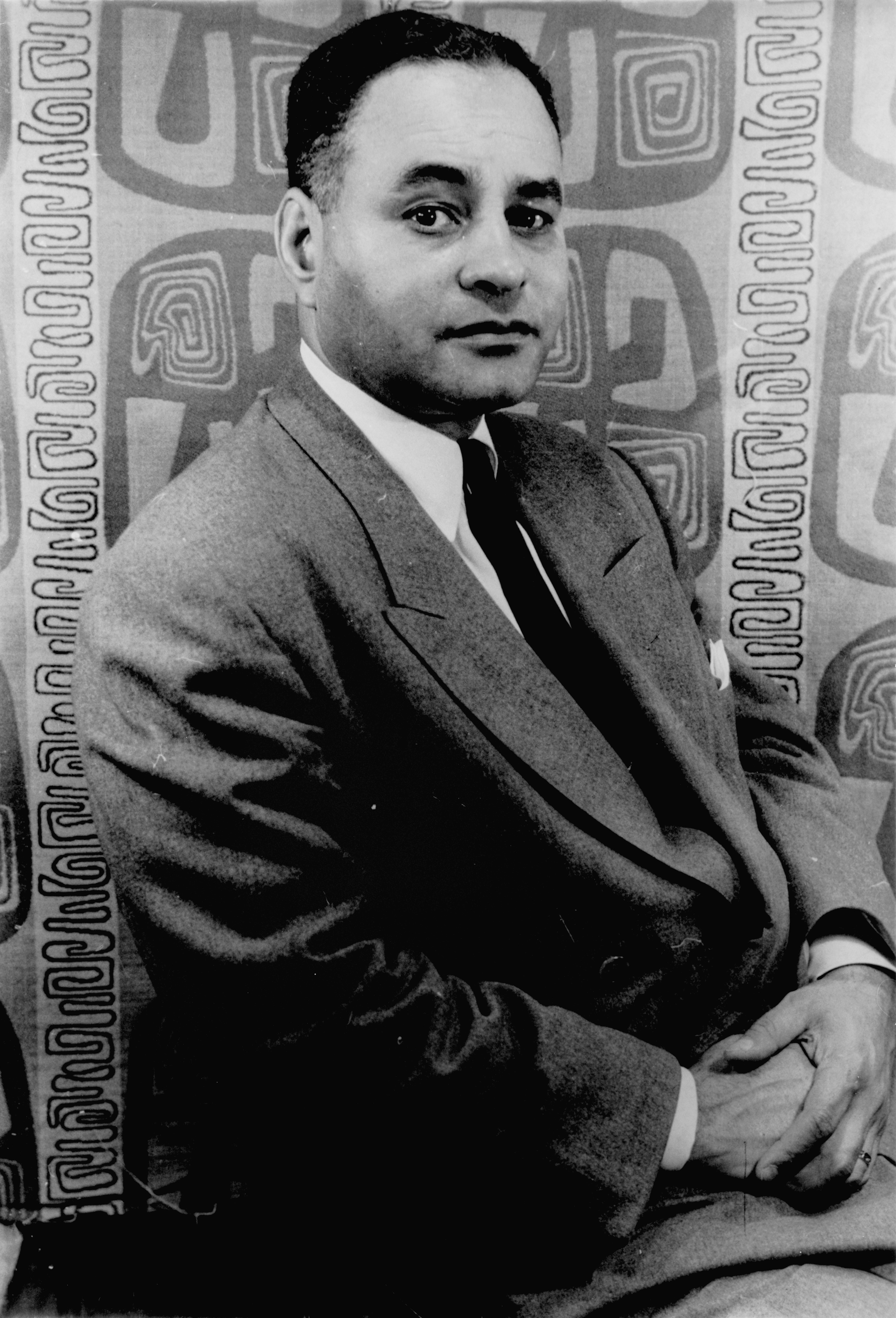
Ralph Bunche el 1951

Ralph Johnson Bunche (Detroit, EUA 1904 – Nova York 1971) fou un politòleg i diplomàtic estatunidenc guardonat amb el Premi Nobel de la Pau el 1950 per la seva mediació a Palestina.

## Joventut i estudis
Nasqué el 7 d'agost de 1904 a la ciutat de Detroit, població situada a l'estat nord-americà de Michigan. De petit es traslladà amb els seus pares fins a la ciutat de Los Angeles, i a la mort d'aquests fou criat per la seva àvia, activista de la comunitat negra de la ciutat.
Bunche destacà com un estudiant brillant i es graduà en l'educació secundària amb la millor nota possible. Ingressà a la Universitat de Califòrnia de Los Angeles per estudiar ciències polítiques, realitzant l'any 1927 un "Master" a la Universitat Harvard, pagat gràcies a una beca i a l'ajuda de la Comunitat Negra de la ciutat. L'any següent aconseguí presidir el departament de ciències polítiques de la Universitat de Howard a Washington DC, càrrec que ostentà fins al 1950.
El 1936 es donà a conèixer a l'opinió pública del seu país mitjançant l'edició d'un pasquí A World View of Race on va escriure: 
I la classe un cert dia suplantarà la raça en els assumptes del món. La guerra de la raça passarà a un segon lloc per donar lloc a una gegantina guerra de classes que passarà a dominar allò que anomenem món.

## Treballs a les Nacions Unides
Durant la Segona Guerra Mundial Bunche fou adscrit a l'oficina de Serveis Estratègics, oficina precursora de l'actual CIA. Posteriorment entrà a formar part de la Secretaria d'Estat, sent un dels líders de l'"Institut de Relacions Pacífiques".
El 1945 i 1946 va participar en les Conferències de San Francisco com a membre de la delegació americana en la constitució de les Nacions Unides. En aquell moment el nou Secretari General de l'ONU Trygve Lie el cridà per passar a formar part de l'Organisme Mundial. A partir d'aquells moments fou una peça molt important, al costat d'Eleanor Roosevelt, perquè les Nacions Unides adoptessin la Declaració Universal dels Drets Humans.
El 1947 s'implicà en el conflicte àrabo-israelià com a ajudant de la Delegació especial de les Nacions Unides enviades a mitjançar a Palestina. El 1948 viatjà a Pròxim Orient com ajudant de Folke Bernadotte, enviat especial de les Nacions Unides al conflicte. El setembre d'aquell any Bernadotte fou assassinat per membres del grup sionista "Lehi", per la qual cosa Bunche fou designat successor seu al capdavant de la missió, finalitzant la seva feina el 1949 mitjançant un armistici entre jueus i àrab. El 1950 l'Institut Nobel li concedí el Premi Nobel de la Pau per la seva mediació en el conflicte de Palestina entre àrabs i jueus.
Posteriorment continuà treballant a l'ONU per aconseguir la pau en diferents conflictes arreu del món com a la República Democràtica del Congo, Iemen, Caixmir i Xipre.
Bunche va morir el 9 de desembre de 1971 a la ciutat de Nova York.